# Frei Arnaldo (templário)
Frei Arnaldo, ou Arnoldo,  ou aínda segundo André J. Paraschi, D. Pedro Arnaldo da Rocha. (? - ?) Templário. Seria um dos nove fundadores da Ordem dos Templários em 1118.
André Paraschi diz a esse respeito: “Dos fundadores da Ordem na Palestina, dois podiam ser filhos de famílias do Condado (Portucalense). São eles Fr. Gondomare ou Gondemar (Gondomar) e Fr. Arnoldo, ou Arnaldo, que (…) poderá ser identificado com o Procurador do Templo em Portugal, Petrus (Pedro) Arnaldo da Rocha”.
Esta teoria é reforçada pelo facto de deixar de haver notícias deste cavaleiro na Palestina e de, em 1 de Abril de 1185, ser lavrada uma escritura de venda de um casal situado em Braga, sendo vendedora D. Sancha Viegas e comprador Petrus Arnaldo, “frei do Templo”.
Segundo Bernardo da Costa, D. Pedro Arnaldo foi o Terceiro Mestre do Templo em Portugal. Segui a D. Hugo Martins e foi seguido por D. Gualdim Paes.